# Pano (Huesca)
Pano es una localidad perteneciente al municipio de Graus, en la Ribagorza, provincia de Huesca, Aragón. Se encuentra a 13 kilómetros de Graus, en dirección al valle de la Fueva. Actualmente se encuentra en proceso de reconstrucción por la Fundación Pano, con características de ecoaldea.

## Lengua
Su lengua propia es el aragonés bajorribagorzano

## Geografía
Está en plenos Pirineos por tanto tiene un relieve montañoso a una altitud de 894 msnm.

## Historia
Según antiguas crónicas, Pano ya sirvió de refugio a cristianos durante la Reconquista, en el siglo VIII. Pano mantuvo el doble contacto cristiano-árabe durante todo el siglo X, sito como estaba en la misma línea divisoria del Graus musulmán y La Fueva (al norte de Pano) cristiana.
A principios del siglo XI, Sancho el Mayor se asegura la soberanía de los condados de Sobrarbe y Ribagorza y hace construir, algo por encima de Pano, un castillo con el nombre de "Sancti Joannis". Su sucesor, Ramiro I de Aragón, fundó al pie de esta fortaleza, el monasterio San Juan de Pano.
Fernando Alvira Banzo dice: “El monasterio de San Juan de Pano fue levantado hacia mitad del siglo XI y su dirección se confió al abad Blasco de San Juan de Ruesca, formando parte del conjunto de monasterios aragoneses que se acogieron a la regla benedictina en tiempos de Sancho el Mayor y de Ramiro I. Su dedicación a San Juan ha conseguido que sea confundido, al analizar algunos documentos, con otros monasterios del Alto Aragón.
El monasterio de San Juan de Pano, sin embargo, sólo se mantuvo durante un corto período de tiempo.
Mientras que del castillo de Pano (hoy llamado castillo de Paniello) sólo quedan algunos sillares de los cimientos.
Del monasterio sólo queda una la ermita de San Antón hoy en día declarada Bien de Interés Cultural, que está bien conservada. No obstante, los fragmentos de pinturas murales realizadas bajo influencia lombarda, pinturas que actúan en el románico cumpliendo un papel decorativo e instructivo, como una auténtica Biblia de los humildes, ya sólo se pueden admirar en el museo diocesano de Barbastro; hecho que tal vez las ha puesto al resguardo de la ignorancia que siempre aconseja “llevarse un recuerdo” y con ello deteriora y degrada lo que en realidad es una herencia de todos. Según Madoz, en Pano vivían 91 habitantes en 1850. 100 años más tarde todavía quedaban 52. El movimiento de éxodo rural, generalizado en toda la región, se vio acelerado en Pano. En la época de la postguerra Pano carecía de todo: recursos, comida y ayudas del gobierno; además faltaba agua debido a una época de malas lluvias y las cosechas se “malmetieron”; luz y teléfono no había en el pueblo. Cuando ya en los años 1950 los emigrantes volvían con “coche y televisor”, se aceleraba la despoblación hasta que en el año 1981 la única habitante, mujer, que quedaba en el pueblo, que para esa fecha ya era un cúmulo de ruinas, enfermó y muy a pesar suyo tuvo que bajar a Graus y abandonar definitivamente el pueblo de Pano. Cuando en 1988 Kurt Fridez apareció en Pano ya no quedaba ninguna casa habitable. Unas tenían las cubiertas hundidas, otras ya estaban en avanzado estado de ruina...cualquier otro ser humano hubiera suspirado y habría seguido su camino; pero donde otros veían ruinas y desolación Kurt vio un pueblo hecho,
lleno de vida y espiritualidad, vio su “lugar en el mundo” y soñó que tal vez podría ser el de otros que quisieran vivir con principios similares a los suyos".
La historia del lugar está indudablemente ligada al castillo de Pano, conocido también como de Panillo. En el año 1100 se llamó Panniello, y en 1130 aparece Berenguer de Mir como teniente de Pannello. En 1251, Jaime I vendió el monasterio de San Victorián, los castillos y villas de Panillo y Foradada. Y en 1610, según Labaña, el lugar era propiedad de Pedro de Arcas. Resulta harto difícil a estas alturas deslindar si el castillo era de Pano o de Panillo, extremo éste en el que los historiadores tampoco se han puesto de acuerdo.

## Urbanismo
La arquitectura popular tiene fachadas con portadas doveladas, con algún horno de pan y una prensa de vino.

## Patrimonio
- Ermita de San Juan Bautista.[6]
- Ermita de la Virgen de la Collada, de planta rectangular, sin ábside, con un pequeño pórtico en la entrada.[7]

- Ermita de San Antón
  - Parte del antiguo monasterio de San Juan Bautista, románico-lombarda del 1060.[6] Tiene tres ábsides con arquillos ciegos y una artística ventana en la pared del sur, donde se abre la puerta de acceso. Estaba decorada su interior con pinturas murales que ahora se conservan en el Museo de Lérida. Ha sido declarada bien de interés cultural en 1983.[8]

- Recinto fortificado altomedieval. Se encuentra sobre un escarpe rocoso y consta de torre semicircular, y tres rectangulares unidas por una muralla.[9]

## Recuperación
El  pueblo estaba en absoluta ruina y abandono tras la emigración de los años 50 y 60 del siglo XX. Está siendo rehabilitado por la Fundación Pano, liderada por Kurt Fridez, un notable político y empresario Suizo que decidió trasladarse y hacer un cambio radical en su vida, enamorado de este paraje. A través de la Fundación Pano se está reconstruyendo la iglesia parroquial de San Miquel, del siglo XVI.
En el año 2002 se comienza a diseñar y desarrollar el proyecto de reconstrucción de la villa de Pano.En este período tuvieron lugar labores de limpieza, creación de accesos, e incluso mejora de caminos, ya que los existentes hacían inviable la entrada de materiales o cualquier tipo de vehículo. Sin embargo, es prioridad de la Fundación Pano el respeto por el medio ambiente y la estructura original del pueblo, por lo que se invierten importantes recursos y esfuerzos en no cambiar el aspecto original del pueblo. En este sentido, se ha llegado a idear sistemas de ingeniería y arquitectura gracias a profesionales comprometidos para mantener el máximo de estructuras originales.
Ya en mayo de 2006 se iniciaron las obras de desescombro y reconstrucción de la Iglesia del pueblo, dedicada a San Miguel Arcángel. En este momento se tienen completas:
- la estructura de la Iglesia y las torres consolidadas
- diseñado y completado un complejo sistema de tensonres para salvar el máximo de la estructura original de la iglesia
- Reconstruidos los almacenes de la curia en la planta baja y primer piso de la iglesia. En la planta inferior se realizaron trabajos titánicos para despejar grandes rocas que impedían la obra e invadían la iglesia.
Todos estos trabajos hubieron de ser realizados a mano por los miembros de la Fundación Pano y sus valiosos colaboradores, con el fin de respetar el carácter de la ecoaldea, su filosofía y el entorno natural.
Con estas mejoras, ya se ha podido también comenzar a trabajar en el interior de la iglesia, donde actualmente se está en proceso de obra de:
-Huecos de ventanas
-Primera fase de restauración de las pinturas encontradas bajo capas de yeso que fueron quitadas y almacenadas para su restauración
-Rejuntado y reconstrucción de paredes y bóvedas de la iglesia
-Reconstrucción y plan del coro
-Creación de una fuentecilla ornamental con una pila de aceite encontrada asombrosamente sosteniendo una base en el ángulo suroeste de la estructura interior
A la par de las obras de la iglesia, la Fundación consiguió comprar en 2010 la Casa Sanz, emblemática antaño. El objetivo es rehabilitarla y, respetando la estructura original, utilizarla de vivienda para los colaboradores ocasionales y trabajadores de la Fundación que prestan su tiempo y esfuerzo en la reconstrucción; un trujal de 14.000 litros; las oficinas de la Fundación; colocación de un contenedor para el agua caliente, recogida con un calentador de Energía solar térmica; y un almacén.

## Criterios de Pano actual
Los criterios de reconstrucción están basados en la utilización al máximo de los materiales de la zona, sin rechazar la posibilidad de utilizar alta tecnología para dar solución a problemas graves para salvar estructuras originales o dar solidez a las mismas. Se tienen en cuenta y priorizan criterios de reutilización, protección del medioambiente y ecología en todos los aspectos de la vida en Pano, no sólo en las labores de construcción y rehabilitación. 
Se tiene especial cuidado en la minimización de la contaminación sonora. El pueblo se halla en un paraje extraordinario de belleza natural y un virtual aislamiento, que hace del silencio un tesoro apreciado por todos los colaboradores y visitantes a Pano.
Los habitantes, colaboradores y la Fundación en sí misma buscan favorecer la convivencia y ayudar a cualquier habitante, visitante o cooperante.

Con respecto a los criterios religiosos de la reconstrucción de la iglesia, se tiene particular cuidado en destacar el lugar como un paraje espiritual, cualquiera sea la religión. La Fundación permite el libre acceso a ella y la pone a disposición de todas las religiones, siempre que busquen la Paz, para que sea un espacio en el que reconciliar diferencias.

## Rutas
Las siguientes rutas de senderismo pasan por la localidad:
- GR-1
- PR-HU 49: finaliza aquí su trayecto.